# Брњиц
Брњиц је насељено мјесто у Босни и Херцеговини у Општини Какањ које административно припада Федерацији Босне и Херцеговине. Према попису становништва из 1991. у насељу је живјело 820 становника.

## Становништво
| Националност       | 1991.      | 1981.          | 1971.        |
| Муслимани          | 820 (100%) | 1.185 (99,49%) | 890 (99,55%) |
| Хрвати             | 0          | 0              | 0            |
| Срби               | 0          | 1 (0,08%)      | 0            |
| Југословени        | 0          | 4 (0,33%)      | 0            |
| остали и непознато | 0          | 1 (0,08%)      | 4 (0,44%)    |
| Укупно             | 820        | 1.191          | 894          |